# Koelbad

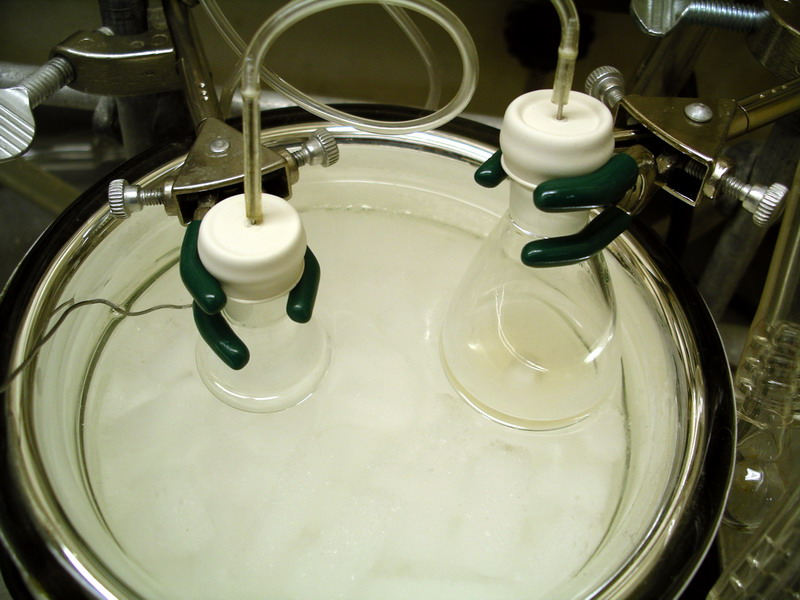
Een typische experimentele opstelling in het laboratorium ter uitvoering van een aldolcondensatie. Beide erlenmeyers zijn ondergedompeld in een koelbad van droogijs en aceton (−78°C).

Een koelbad is een laboratoriumopstelling die in de organische chemie gebruikt wordt om reactievaten te koelen tot temperaturen tussen 13°C en -196°C. Daartoe wordt in een stalen of kunststoffen container, zoals een dewarvat, een speciaal bereid vloeistofmengsel, het koudmakend mengsel, gebracht. Dit mengsel bestaat doorgaans uit een organisch oplosmiddel of een zout, waaraan een koelmiddel wordt toegevoegd. Courante koelmiddelen zijn ijs, droogijs en vloeibare stikstof. Koelbaden worden niet enkel gebruikt bij het uitvoeren van chemische reacties bij lage temperatuur, maar ook bij het koelen van organische vloeistoffen na destillatie.
Bij het mengen van een koelmiddel met een organisch oplosmiddel of een zout wordt meestal een slurry bekomen. 

## Types
Het meest eenvoudige en goedkope koelbad is een mengsel van water en ijs. Daarbij wordt een temperatuur van 0°C bereikt. Dit soort koelbaden wordt gebruikt bij reacties die exotherm kunnen verlopen of bij reacties die kinetisch moeten gecontroleerd worden (bijvoorbeeld deprotoneringen met LDA). Om lagere temperaturen te kunnen bereiken wordt gebruikgemaakt van andere mengsels.

### IJs
Naast een mengsel van water en ijs, kan ijs ook worden gemengd met bepaalde zouten. Een mengsel van ijs en calciumchloride kan een minimale temperatuur van −40°C bereiken. Dit is toe te schrijven aan het effect van vriespuntsdaling.

### Droogijs
Een slurry van droogijs (vast {\displaystyle {\ce {CO2}}}) met een geschikt organisch oplosmiddel (aceton, isopropanol of di-ethylether) kan temperaturen tot −100°C bereiken. Dergelijke slurries worden aangewend bij kinetische enolaatvorming of andere temperatuursgevoelige reacties, zoals de reductie met di-isobutylaluminiumhydride of de Swern-oxidatie. Het organisch oplosmiddel bevriest niet, omdat de vriestemperatuur ver onder de minimaal bereikbare temperatuur van het mengsel ligt.

### Vloeibare stikstof
Met zuivere vloeibare stikstof kan een temperatuur van −196°C bereikt worden. Deze temperatuur kan opgedreven worden door toevoeging van een geschikt oplosmiddel. Zo kan, door toevoegen van cyclohexaan, de temperatuur zelfs tot 6°C boven het vriespunt van water worden gebracht.

### Zoutoplossingen
Wanneer bepaalde zouten in water worden opgelost, kan dit door het endotherme oplosproces aanleiding geven tot temperatuursdaling. Voorbeelden zijn:
- kaliumchloride (−12°C)
- ammoniumnitraat (−15°C)
- mengsel van natriumnitraat en ammoniumchloride (−24°C)

Dergelijke waterige oplossingen zijn vaak niet lang werkzaam en worden in praktische synthese niet vaak aangewend.

## Overzicht
Onderstaande tabel geeft een overzicht van de verschillende soorten koelbaden met de minimale temperatuur die bereikt kan worden.
| Koelmiddel         | Oplosmiddel of zout            | Temperatuur (°C) |
| ------------------ | ------------------------------ | ---------------- |
| droogijs           | p-xyleen                       | 13               |
| droogijs           | 1,4-dioxaan                    | 12               |
| vloeibare stikstof | cyclohexaan                    | 6                |
| droogijs           | benzeen                        | 5                |
| droogijs           | formamide                      | 2                |
| ijs                | water                          | 0                |
| ijs                | ammoniumchloride               | −5               |
| vloeibare stikstof | aniline                        | −6               |
| ijs                | natriumthiosulfaat             | −8               |
| ijs                | calciumchloride                | −10              |
| vloeibare stikstof | 1,2-ethaandiol                 | −10              |
| vloeibare stikstof | cycloheptaan                   | −12              |
| droogijs           | benzylalcohol                  | −15              |
| droogijs           | 1,2-ethaandiol                 | −15              |
| ijs                | natriumchloride                | −20              |
| droogijs           | tetrachlooretheen              | −22              |
| droogijs           | tetrachloormethaan             | −23              |
| droogijs           | 1,3-dichloorbenzeen            | −25              |
| droogijs           | o-xyleen                       | −29              |
| vloeibare stikstof | broombenzeen                   | −30              |
| droogijs           | m-toluïdine                    | −32              |
| droogijs           | 3-heptanon                     | −38              |
| ijs                | calciumchloride                | −40              |
| droogijs           | acetonitril                    | −41              |
| droogijs           | pyridine                       | −42              |
| droogijs           | cyclohexanon                   | −46              |
| droogijs           | m-xyleen                       | −47              |
| droogijs           | di-ethyleenglycoldi-ethylether | −52              |
| droogijs           | n-octaan                       | −56              |
| droogijs           | di-isopropylether              | −60              |
| droogijs           | chloroform                     | −61              |
| vloeibare stikstof | chloroform                     | −63              |
| droogijs           | ethanol                        | −72              |
| droogijs           | trichlooretheen                | −73              |
| droogijs           | 2-propanol                     | −77              |
| vloeibare stikstof | n-butylacetaat                 | −77              |
| droogijs           | aceton                         | −78              |
| vloeibare stikstof | 3-methyl-1-butylacetaat        | −79              |
| droogijs           | zwaveldioxide                  | −82              |
| vloeibare stikstof | ethylacetaat                   | −84              |
| vloeibare stikstof | 1-butanol                      | −89              |
| vloeibare stikstof | n-hexaan                       | −94              |
| vloeibare stikstof | aceton                         | −94              |
| vloeibare stikstof | tolueen                        | −95              |
| vloeibare stikstof | methanol                       | −98              |
| droogijs           | di-ethylether                  | −100             |
| vloeibare stikstof | cyclohexeen                    | −104             |
| vloeibare stikstof | 2,2,4-trimethylpentaan         | −107             |
| vloeibare stikstof | joodethaan                     | −109             |
| vloeibare stikstof | koolstofdisulfide              | −110             |
| vloeibare stikstof | 1-broombutaan                  | −112             |
| vloeibare stikstof | ethanol                        | −116             |
| vloeibare stikstof | broomethaan                    | −119             |
| vloeibare stikstof | aceetaldehyde                  | −124             |
| vloeibare stikstof | methylcyclohexaan              | −126             |
| vloeibare stikstof | 1-propanol                     | −127             |
| vloeibare stikstof | n-pentaan                      | −131             |
| vloeibare stikstof | 1,5-hexadieen                  | −141             |
| vloeibare stikstof | 2-methylbutaan                 | −160             |
| vloeibare stikstof | geen                           | −196             |